# Strada Elias Jacques
Strada Elias Jacques este situată în centrul istoric al municipiului București, în sectorul 3. Denumirea străzii a fost dată în memoria lui Jacques M. Elias (n. 1844, București - d. 14 mai 1923, București), fost industriaș, bancher, moșier și filantrop evreu, cetățean român, ales post-mortem (1993) membru al Academiei Române.

## Descriere
Strada este orientată de la nord spre sud și se desfășoară pe o lungime de 70 de metri între strada Lipscani și strada Sfânta Vineri.

## Monumente istorice și clădiri
Ansamblul de arhitectură „Strada Elias Jacques” este înscris pe Lista monumentelor istorice 2010 - Municipiul București - la nr. crt. 935, cod LMI B-II-a-B-18668. Sunt înscrise pe lista monumentelor și imobilul de la nr. 3 (cod LMI B-II-m-B-18669), precum și casele de la numerele 2 (cod LMI B-II-m-B-18670) și 4 (cod LMI B-II-m-B-18671).

## Legături externe
- Strada Elias Jacques pe hartă, www.openstreetmap.org
- Strada Elias Jacques la Google maps - street view